# Conegliano 1907
Il Football Club Dilettanti Conegliano 1907 è la principale società calcistica di Conegliano, centro della provincia di Treviso.
La società ha riassunto il nome originale nella stagione 2011-2012; tra il 2005 e il 2011 si è chiamata Union Conegliano-San Vendemiano (conosciuta anche come Union CSV), dopo la fusione con la squadra della vicina San Vendemiano.

## Storia

### Le origini
Fondata il 25 settembre 1907 da alcuni sportivi locali con la denominazione di Club Sportivo Coneglianese, i colori sociali subito adottati furono il giallo e il blu della bandiera cittadina.
Nonostante l'antica data di fondazione la società riesce ad approdare alla ribalta nazionale solo dopo la seconda guerra mondiale. Conquista la Serie C al termine del campionato 1945-46 e prende parte a due stagioni (1946-47 e 1947-48) in tale categoria. Retrocesso dalla Serie C insieme a molte altre squadre per la riforma di detto campionato, accede al neocostituito torneo di Promozione. Al termine della stagione 1951-52 fu retrocessa nel neocostituito campionato di Promozione regionale.
Sarà solo al termine della stagione 1965-66 nella quale vince il campionato di Prima Categoria (massima serie regionale del tempo) e dopo aver superato agli spareggi la Pro Mogliano e il Malo che la squadra coneglianese si riaffaccerà in ambito nazionale Serie D. La squadra riesce a mantenere la categoria per tre stagioni, dopo di che retrocede nuovamente nella massima categoria regionale.
Nella stagione 1971-72 vince il campionato di Promozione Regionale e torna in serie D. Durante la successiva stagione incontra squadre come il Treviso con cui pareggia in casa e vince allo stadio Omobono Tenni. Si salva senza alcun problema davanti ad un pubblico entusiasta che spesso supera le 3000 presenze. Una delle formazioni in campo quell'anno è: De Giuliani, Cosmo, Peruch, Cavazzin, Stradiotto, Marin, Marcon (Bortot), Livotto, Arreghini, Furlanetto, Cattelan (quella di Conegliano-Treviso del 21 aprile 1973).
Nel 1973 arriva alla presidenza Dal Col, che insieme al direttore sportivo Piedimonte avvia un programma di potenziamento e di valorizzazione del settore giovanile, che porterà alla conquista di due titoli nazionali "Berretti" (l'equivalente del campionato Primavera per le società di Serie C e D) nelle stagioni 1975-76 (contro il Sulmona) e 1977-78 (contro il Gruppo Sportivo Calcio Banco di Roma). Nella stagione 1975-76 viene anche vinto, contro ogni pronostico, il Torneo Internazionale Juniores "Sanson", dopo aver sconfitto in semifinale il Bayern Monaco e, nella finale di Jesolo, l'Olimpia Lubiana. Nella stagione 1977-78 arriva anche la promozione in Serie C2, categoria nella quale il Conegliano rimarrà per cinque campionati, nel corso dei quali si assisterà ad indimenticabili sfide contro squadre blasonate come Padova, Modena, Anconitana e Mantova.
Nella stagione 1983-84 il Conegliano torna in Serie D e vi rimane per quattro anni, retrocedendo in Promozione nel 1986-87. Il riscatto è immediato e nel 1988-89 i gialloblu sono di nuovo in serie D, ove militeranno ininterrottamente fino alla stagione 1993-94. Il purgatorio nei campionati regionali dura fino alla stagione 2001-02, quando il presidente Liso e l'allenatore Andrea Manzo allestiscono una squadra che domina il campionato di Eccellenza dall'inizio alla fine e riconquista la Serie D, cogliendo nella stagione successiva un ottimo quinto posto. Nella stagione 2003-04 una grave crisi societaria mette a rischio la sopravvivenza stessa della società, che affronta il campionato con la formazione Juniores ed inevitabilmente retrocede.

### La fusione con il San Vendemiano
Al termine della stagione 2004-05 avvenne la fusione con l'A.C. San Vendemiano da cui nascerà la nuova società Conegliano-San Vendemiano. L'esperienza del nuovo soggetto sportivo durò in pratica soltanto 6 anni: nacque nell'estate del 2005 per mano di Antonio Franceschet, già presidente del S. Vendemiano Calcio (un comune confinante con Conegliano), il quale convogliò nel Calcio Conegliano stesso, la propria società unendo le forze in prospettiva di un rapido ritorno tra i professionisti.
L'intenzione dei dirigenti era quella di ridare prestigio al calcio coneglianese creando un polo di riferimento per società le di Serie A (come accadde grazie all'affiliazione del settore giovanile a quello dell'Atalanta). La denominazione iniziale fu quella di A.S.D. Conegliano-San Vendemiano, ma già dall'anno successivo la società diventò Union Conegliano San Vendemiano (tra le molte proteste dei tifosi di entrambi i comuni per la mancanza di una identità nel nuovo acronimo). Alla presidenza venne eletto Walter Ragni, mentre il nuovo direttore sportivo fu Denis Fiorin. La nuova dirigenza si trovò a ricostruire da zero la squadra, perché l'intera rosa della stagione precedente fu ceduta dalla precedente gestione societaria per sanare parte del bilancio. Rimaneva patrimonio del sodalizio il settore giovanile, che risultava promettente e prolifico in tutte le categorie.

#### Le stagioni del Conegliano San Vendemiano (Union CSV)
Con un ingente sforzo economico (anche per il rinnovo dell'abbigliamento) venne allestito per l'esordio nel campionato di Eccellenza una discreta squadra che fece ben promettere dopo i primi colpi di mercato, tra i più blasonati vanno citati il portiere Barbazza, gli attaccanti Spader, Manuel Roman Del Prete, il centrocampista Coppola e Costoli – la squadra fu affidata al promettente Giuseppe Ton già allenatore delle giovanili. Tra alti e bassi in campionato, a metà stagione Umberto Trinca prenderà il posto dell'esonerato Ton e porterà la squadra ad una difficile salvezza conquistata solo all'ultima giornata di campionato.
L'anno successivo 2006-07 la squadra verrà ulteriormente rinforzata pe ritentare il grande salto con l'arrivo della coppia d'attacco Cesca-Dartora dall'Asolo e successivamente Riccardo Meneghin dall'Itala S.Marco di Gradisca. In difesa rientrerà il roccioso Rizzi affiancato dalla promessa Franchetto dal Montebelluna e dall'esperienza di Collodel. L'Unionc CSV arriverà ad un gratificante 4º posto dopo un campionato di metà classifica ma si gratificherà con la conquista della Coppa Italia Regionale conquistata sul neutro di Mogliano Veneto contro la Miranese.
Per la stagione 2007-08 l'organico venne riconfermato assieme al mister Trinca con l'innesto del rientrantre Coppola e solo durante il mercato autunnale arriveranno Malerba ed il portiere Saltarel; ma l'Union CSV lotterà ancora per una difficile salvezza che arriverà soltanto ad una giornata dal termine conquistando alla fine solo un 10º posto.
Il 2008-09 doveva essere l'anno della svolta. Nel mercato estivo si procederà senza badare a spese. Verranno richiamati ex giocatori di grande esperienza come il quarantenne portiere Conte (oltre 100 presenze a Conegliano), Zanardo, Davanzo, Visentin, Pisacane, oltre a promesse come Guglielmi e L.Tonon; giocatori che affiancheranno una rosa già collaudata con nomi di spicco come Malerba, Tronchin, Armellin, Pase G.&R., Michielet, Zago Martino, Massimo Cesca. Il nuovo allenatore sarà il promettente Tollardo proveniente da una bella stagione con la Feltrese. Partita con i favori del pronostico , si trovò invece costantemente con problemi di amalgama e di spogliatoio al punto che Tollardo fu esonerato a metà del girone di ritorno e il team fu affidatato a De Marchi il quale prese la squadra sul baratro della retrocessione e la portò miracolosamente allo spareggio per evitare i play-out, vinto poi contro il Dolo 1909 sul neutro di Marcon.
Nel campionato 2009-2010 si riproverà la conquista del titolo con una squadra completamente rinnovata ad eccezione dei giovani di proprietà. La panchina venne affidata ad un affidabile allenatore come De Pieri proveniente dal Fontanafredda, ma dopo un difficile inizio di stagione, la rosa verrà quasi totalmente modificata a novembre con lo scambio di numerosi giocatori. La rivoluzione non portò particolari miglioramenti che potessero allontanare il team coneglianese dalla zona play-out. A febbraio la notizia del taglio delle spese da parte del patron Franceschet , porterà ad un'inevitabile retrocessione dopo aver cambiato altri 2 allenatori. La mazzata oggettivamente più grande però non fu la retrocessione della prima squadra, ma la cessione dell'intero settore giovanile, vero fiore all'occhiello della compagine coneglianese.
Il difficile compito di portare avanti la tradizione se lo accolleranno due appassionati di calcio locale, Mino Bolzan e Piero Dal Mas i quali, prenderanno in gestione la società per un anno e con l'arrivo di giocatori provenienti da realtà locali, cercheranno invano di ridare gloria e prestigio al Conegliano. Sul campo purtroppo i giocatori non daranno quell'apporto sufficiente per cercare almeno la salvezza e la prima retrocessione in 1ª categoria avverrà il 29 maggio 2011, perdendo in casa la partita di ritorno dei play-out contro il Pramaggiore.
Sarà questa l'ultima partita giocata sul campo per l'Union CSV dopo 6 anni di vita. Il miglior risultato del sodalizio è stato la conquista del titolo di vicecampione d'Italia della formazione Allievi nella stagione 2006-07.

### F.C.D. Conegliano 1907
La storia del calcio coneglianese riparte con una nuova proprietà il 16 giugno 2011 dal campionato di Promozione regionale grazie all'acquisizione del titolo sportivo del San Floriano. L'attuale società ha assunto la denominazione di F.C.D. Conegliano 1907 sotto la guida, per il primo biennio, del presidente Alberto Basciano e del direttore sportivo Piero Dal Mas. Il primo campionato è caratterizzato da numerose vicissitudini: nonostante l'allestimento di una rosa dai nomi altisonanti, la squadra retrocede in 1ª Categoria dopo aver perso i play out. L'anno successivo il Conegliano ritorna immediatamente in Promozione.
L'obiettivo più ambizioso della nuova gestione fu quello di rifondare gradualmente l'intero settore giovanile, di fatto azzerato dalla precedente proprietà. Dal 2013 il progetto di rifondazione del vivaio del Conegliano fu realizzato dapprima con la nascita di una società satellite denominata "Calcio Conegliano Ogliano" e successivamente tramite l'assorbimento della società "A.C. Lourdes" (quartiere a nord della città) con tutte le sue categorie, vero fiore all'occhiello del settore giovanile della città (dal 1981)
Nell'estate del 2014 la presidenza della società viene assunta dall'avvocato Dario Dall'Anese, che ingaggia quale nuovo allenatore Ezio Meneghin che guida la prima squadra a due campionati di buon livello, conclusi rispettivamente al terzo e quarto posto in classifica. Nella primavera del 2016 la società ritorna a gestire in maniera diretta tutte le squadre giovanili.
Nella primavera 2019 improvvisamente viene a mancare il presidente Dario Dall'Anese e la società vede nero il possibile prosieguo. Si farà carico l'imprenditore coneglianese Paolo Lucchetta di trainare la società per l'intero campionato 2019-20 affidando la prima squadra all'esperto allenatore Vanni Moscon. Nell'estate 2020 subentrerà in società l'imprenditore Denis Mazzucco con il ruolo di Direttore generale; la carica di presidente viene affidata a Piero Dal Mas (fino al 2024 )e quella di direttore sportivo a Bruno Gava.(fino al 2023) Le pandemia non permetterà di disputare un campionato regolare ma, nel frattempo, verrà consolidata la struttura societaria. Nell'estate del 2021 viene allestita una formazione per tentare il salto di categoria e, parallelamente, si realizza la cosiddetta "Conegliano Academy": le principali società della città (Calcio Campolongo, Calcio Parè ed FCD Conegliano 1907) confluiscono in un unico progetto, coprendo tutte le categorie giovanili sia provinciali che regionali con una squadra di riferimento. La stagione 21/22 vede consolidarsi un gruppo ottenendo un 4º posto tutto in recupero. 
Con la stagione 2022-2023 la società ha allestito una rosa con l'intenzione di giocarsi la promozione in Eccellenza riconfermando la guida tecnica a Stefano Andretta. Il 26 marzo 2023 il  Conegliano vince il campionato di Promozione nel girone E, così da guadagnarsi la promozione in Eccellenza dove, da matricola terribile, al primo anno, dopo un campionato anche al vertice, ed una finale Coppa Italia (persa ai danni del Villafranca Veronese) accede ai Play Off e raggiunge la finale (pareggiando sia all'andata che ritorno contro il Sandonà) - Parteciperà al prossimo campionato di Eccellenza 2024/25 con Denis Mazzucco questa volta nel ruolo di Presidente e Direttore Generale con una rosa ancor più rinforzata tanto da portarsi in rosa niente poco di meno che  Dario Sottovia (Capocannoniere con 28 goal a fine stagione per lui) per tentare questa volta il salto in Serie D, campionato da cui i gialloblu  mancano da 20 anni. Promozione che viene centrata il 13 aprile 2025 con il pareggio in casa in uno stadio Soldan gremito da più di 1500 persone contro il Borgoricco.

## Palmarès

### Competizioni regionali
- Eccellenza: 2

2001-2002 (girone B), 2024-2025 (girone B)
- Promozione: 4

1971-1972 (girone D), 1987-1988 (girone C), 1997-1998 (girone D), 2022-2023 (girone D)
- Prima Categoria: 2

1960-1961 (girone D), 1962-1963 (girone A)
- Prima Divisione: 1

1945-1946 (girone C)
- Coppa Italia Dilettanti Veneto: 2

1998-1999, 2006-2007

### Competizioni giovanili
- Campionato nazionale Dante Berretti: 2

1975-1976 (Serie D), 1977-1978 (Serie D)
- Vincitore Torneo Internazionale Juniores "Sanson" (1976)

### Altri piazzamenti
- Serie D:

Terzo posto: 1977-1978 (girone C)
- Eccellenza:

Secondo posto: 2000-2001 (girone B)
- Promozione:

Terzo posto: 1949-1950 (girone A), 1996-1997 (girone D), 2014-2015 (girone D)

## Statistiche e record

### Partecipazione ai campionati nazionali
| Livello | Categoria                       | Partecipazioni | Debutto   | Ultima stagione | Totale |
| ------- | ------------------------------- | -------------- | --------- | --------------- | ------ |
| 2º      | Promozione                      | 1              | 1921-1922 | 1921-1922       | 1      |
| 3º      | Terza Divisione                 | 2              | 1922-1923 | 1923-1924       | 4      |
| 3º      | Serie C                         | 2              | 1946-1947 | 1947-1948       | 4      |
| 4º      | Promozione Interregionale       | 4              | 1948-1949 | 1951-1952       | 19     |
| 4º      | Serie D                         | 10             | 1966-1967 | 2025-2026       | 19     |
| 4º      | Serie C2                        | 5              | 1978-1979 | 1982-1983       | 19     |
| 5º      | Campionato Interregionale       | 8              | 1983-1984 | 1991-1992       | 13     |
| 5º      | Campionato Nazionale Dilettanti | 2              | 1992-1993 | 1993-1994       | 13     |
| 5º      | Serie D                         | 3              | 2002-2003 | 2004-2005       | 13     |